# Arnold Bentley
Arnold Bentley (11. ledna 1913 v Padihamu, Anglie – 18. září 2001) byl významný anglický hudební pedagog a psycholog.

## Život
Arnold Bentley byl jedním z průkopníků výzkumu hudební výchovy. Po většinu svého pracovního života se pohyboval na Universitě v Readingu a zde byl také vyzván, aby vytvořil první postgraduální kurz pro britské učitele hudby na středních školách. Jeho kniha Hudební schopnost u dětí a její měření (1966), se stala široce citovaným a překládaným textem, který mu zajistil mezinárodní vliv v této oblasti. To bylo posíleno i jeho rolí při zřizování výzkumné komise Mezinárodní společnosti pro hudební výchovu, která se setkala již dvakrát za více než 30 let.
Narodil se v Padihamu v severovýchodním Lancashire. Na Universitě v Readingu působil od roku 1935. Učil také na čtenářské střední škole až do vypuknutí druhé světové války, kdy nastoupil do RAF. Po válce byl v roce 1948 jmenován lektorem hudby ve Weymouthu a počátkem roku 1949 na Trent Park Training College v severním Londýně.
Od poloviny padesátých let se Bentleyova zvědavá mysl začala ptát na otázky týkajících se individuálních rozdílů dětí v hudbě, zejména zpěvu. Z této práce vznikla první skupina testů hudebních schopností vhodná pro děti mladší sedmi let. V tomto výzkumu Bentley tvrdil, že hudební schopnosti u dětí mohou být označeny jako čtyři schopnosti: melodická paměť, rytmická paměť, rozlišování výšky a harmonické vnímání.
Tato průkopnická práce mu přinesla doktorát v roce 1963 a vytvořila základy pro měření hudebních schopností dětí. Také publikoval v roce 1966 své dílo Aural Foundations of Music Reading (Zvukové základy hudební četby), kde obhajoval přijetí metody Johna Curwena Sol-fa jako prostředku učení "zrakového" zpěvu ve školách.
Jeho kniha Srovnání s normálními zpěváky (1968) se zabývala otázkami spojenými s výskytem obtížnosti výšky při zpěvu dětí různého věku a jejich vztahu k hudebním schopnostem. Bentleyovo jméno se stává neoddělitelně spojeno nejen s hledáním hlubšího pochopení vzdělávací psychologie hudby, ale také s obavami, že tyto teorie by měly být srozumitelné a relevantní pro praktiky ve školách.
V roce 1966 začal organizovat výzkumné konference pro učitele hudby na Univerzitě v Readingu s účastí učitelů, lektorů a vědců. Poté byla roku 1971 založena dnes již mezinárodně známá Společnost pro výzkum v psychologii hudby a hudební výchovy. Jeho prestižní žurnál Psychologie hudby (Psychology of Music) začal vycházet v roce 1973. Bentley byl zvolen jako jeho první předseda a v roce 1974 jako prezident. V roce 1968 uspořádal první mezinárodní seminář o výzkumu hudební výchovy a během tohoto semináře byl založen výzkumný výbor Mezinárodní společnosti pro hudební výchovu.
Během svého působení na Univerzitě v Readingu byl dobře známý svou pečlivou a nadšenou výukou postgraduálních studentů, stejně jako pečlivý a pečující školitel studentů - výzkumníků, z nichž mnozí se stali jeho blízkými přáteli. Přednášel v několika evropských zemích, v USA, v Austrálii a na Novém Zélandu.
Navzdory akutní hluchotě jeho pozdějších let hrál na varhany až do posledních týdnů svého života.

## Díla
- Hudební schopnost u dětí a její měření (1966)
- Srovnání s normálními zpěváky (1968)
- Aural Foundations of Music Reading - Zvukové základy hudební četby (1966)